# Ján Baláž
Ján Baláž (Nyitra, 1951. augusztus 24. –) szlovák énekes, gitáros és dalszerző. Az Elán együttes tagja.

## Pályafutása
Általános iskolai tanulmányai alatt hét éven át hegedülni tanult. 14 évesen kezdett gitározni. Trombitán és harsonán is játszik. 1968-ban az egyik alapító tagja a Modus együttesnek. 1981-ben csatlakozott az Elán zenekarhoz.  